# Hernán Menosse
Jorge Hernán Menosse Acosta (ur. 28 kwietnia 1987 w San Carlos) – urugwajski piłkarz występujący na pozycji obrońcy w CD Lugo.